# Вернер, Глеб Владимирович
Глеб Владимирович Вернер (31 декабря 1913, Москва, Российская империя — 2 июля 1989, Ленинград, СССР) — советский живописец и график, член Ленинградской организации Союза художников РСФСР.

## Биография
Глеб Владимирович Вернер родился 31 декабря 1913 года в Москве. В 1931 году юноша приезжает в Ленинград, занимается подготовкой к поступлению в институт с художником С. В. Поздняковым, учеником Д. Н. Кардовского.
В 1933 году Глеб Вернер поступает на первый курс Института живописи, скульптуры и архитектуры Всероссийской Академии художеств. Занимается у педагогов А. Е. Карева, М. Д. Бернштейна, а также И. И. Бродского, по мастерской которого оканчивает институт в 1939 году. Дипломная работа — "Портрет профессора ордена Ленина Государственной консерватории Н. Н. Поздняковской". В одном выпуске с ним институт окончили Николай Андрецов, Константин Белокуров, Пётр Белоусов, Александр Блинков, Сергей Горланов, Алексей Грицай, Евгений Жуков, Михаил Козелл, Михаил Копейкин, Алексей Либеров, Лев Орехов, Лия Острова, Сергей Петров, Пётр Сидоров, Елена Скуинь, Николай Тимков, Борис Щербаков и другие известные в будущем живописцы. Тесное творческое общение и дружба со многими из них сохранятся у Глеба Вернера на многие годы.
В 1939 году "Портрет Н. Н. Поздняковской" был показан на выставке дипломных работ студентов художественных вузов. В этом же году Глеба Вернера принимают в члены Ленинградского Союза художников.
В 1939 году Г. Вернера призывают рядовым в Красную Армию, он участвует в войне с белофиннами, затем в Великой Отечественной войне. Впечатления военных лет впоследствии послужили материалом для многих работ художника.
С начала 1950-х годов Глеб Вернер принимает участие в крупнейших выставках ленинградских художников. Он пишет портреты, жанровые картины, натюрморты. Наибольшее признание получили, в частности, портреты деятелей искусства Ленинграда: "Скульптор Кира Суворова" (1969), "Портрет народного артиста СССР Е. А. Лебедева" (1970), "Портрет народной артистки РСФСР Е. В. Юнгер" (1970), "Народный артист РСФСР А. В. Соколов" (1972), "Народный артист РСФСР В. А. Кузнецов" (1972), "Художник А. В. Шмидт" (1976).
Начиная с 1960-х годов основное внимание в своих работах Г. Вернер уделяет декоративным качествам живописи, цветовому пятну, которое становится у художника организующим началом композиции произведения. Этим задачам подчинены достаточно условные композиция и рисунок, который служит зачастую как контур формы, выявленной цветом.
В 1981 году в залах Ленинградского Союза художников была организована персональная выставка произведений художника, к которой был издан подробный каталог.
Скончался 2 июля 1989 года в Ленинграде на 76-м году жизни. 
Произведения Г. В. Вернера находятся в Государственном Русском музее в Санкт-Петербурге, в музеях и частных собраниях в России, Японии, Великобритании, Франции и других странах.